# Bisa Bia, Bisa Bel
Bisa Bia, Bisa Bel é um livro infanto-juvenil da autora Ana Maria Machado, que conta a história da relação de uma menina chamada Isabel com sua bisavó Bia que conheceu em um retrato de quando ela era pequena.
Ele foi escrito em 1981 e no mesmo ano ganhou o Prêmio Maioridade Crefisul, Crefisul (Originais Inéditos). Ficou conhecido mundialmente e hoje se estima cerca de 500.000 exemplares vendidos.

## Prêmios recebidos
- 1981 - Prêmio Major issues Crefisul, Crefisul (Originais Inéditos)
- 1982 - Melhor Livro Infantil do Ano, Ass. Paulista de Críticos de Arte
- 1982 - Selo de Ouro, Fund. Nacional do Livro Infantil e Juvenil (Melhor livro juvenil do ano)
- 1983 - Prêmio Jabuti, Categoria Ilustrações,[1] Camara Brasileira do Livro
- 1984 - Lista de Honra, IBBY[2]
- 1984 - Premio Noroeste, Bienal de São Paulo (Melhor Livro Infantil do Biênio,)
- 1996 - Os 40 Livros Essenciais, Nova Escola
- 2003 - Américas Award for Children's and Young Adult Literature, Consortium of Latin American Studies Programs (CLASP)

## Traduções
Foi traduzido na França, Espanha, México, Alemanha e Suécia com a ajuda de Anna Júlia Lancellotti Oriente da Silva e Ana Maria Machado.